# Kyriakos Charalambides

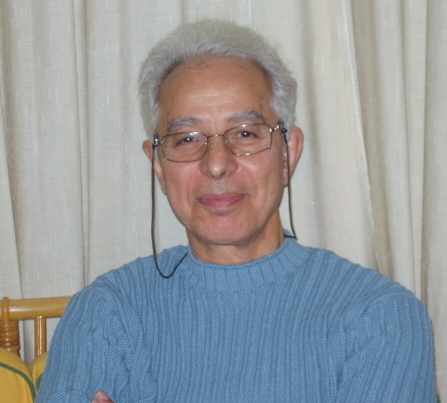
Kyriakos Charalambides

Kyriakos Charalambides (Akhna, 31 de enero de 1940), es un poeta chipriota.
Estudió Arqueología e Historia en la Universidad de Atenas, 1958-64; Arte Dramático en el Teatro Nacional de Grecia, 1962-63 y radio en Múnich, 1972-73. Ha trabajado en varios programas de radio de Chipre y ha sido galardonado con varios premios, entre ellos El Primer Premio Estatal de Poesía de Chipre.